# 9503 Agrawain
9503 Agrawain eller 2180 T-2 är en asteroid i huvudbältet som upptäcktes den 29 september 1973 av den nederländsk-amerikanske astronomen Tom Gehrels och det nederländska astronomparet Ingrid van Houten-Groeneveld och Cornelis Johannes van Houten vid Palomarobservatoriet. Den är uppkallad efter Agrawain, en av Riddarna av Runda bordet.
Asteroiden har en diameter på ungefär 14 kilometer.